# Perkebunan Kanopan Ulu
Perkebunan Kanopan Ulu is een bestuurslaag in het regentschap Labuhan Batu Utara van de provincie Noord-Sumatra, Indonesië. Perkebunan Kanopan Ulu telt 1185 inwoners (volkstelling 2010).